# 4184 Берђајев
4184 Берђајев (енгл. 4184 Berdyayev) је астероид главног астероидног појаса чија средња удаљеност од Сунца износи 2,577 астрономских јединица (АЈ).
Апсолутна магнитуда астероида је 12,8.